# لويد كوان
لويد كوان (بالإنجليزية: Lloyd Cowan) هو منافس ألعاب قوى بريطاني، ولد في 8 يوليو 1962.

## روابط خارجية
- لويد كوان على موقع الاتحاد الدولي لألعاب القوى (الإنجليزية)
- لويد كوان على موقع اتحاد ألعاب الكومنولث (مؤرشف) (الإنجليزية)